# Quando morire
Quando morire è un film TV statunitense del 1987 diretto da Paul Wendkos. La protagonista Raquel Welch fu candidata al Golden Globe come miglior attrice in una serie mini-serie o film per la televisione.

## Trama
Emily Bauer è una psicologa a cui è stata diagnosticata la sclerosi laterale amiotrofica. Al progredire della malattia, la donna desidera sempre di più affrettare la propria morte. 